# Радин, Джошуа
Джошуа Радин (англ. Joshua Radin, род. 14 июня 1974 года, Шейкер-Хайтс, Огайо, США) — американский певец и композитор. Он записал семь студийных альбомов, а его песни были использованы в ряде фильмов и телесериалов. Его самый успешный альбом, Simple Times, был выпущен в 2008 году.

## Юность
Джошуа Радин родился и вырос в Шейкер-Хайтс, штат Огайо, США, в еврейской семье польского, немецкого, австрийского и русского происхождения. Он изучал живопись в Северо-Западном университете, после окончания колледжа работал преподавателем живописи, сценаристом и сотрудником художественной галереи.
Радин всерьез заинтересовался музыкой, когда переехал в Нью-Йорк, его отец купил ему гитару, и он научился играть и писать музыку.
В 2004 году американский актер Зак Брафф, друг Радина со времен их учебы в Северо-Западном университете, представил первую композицию Радина «Winter» создателю шоу «Клиника», Биллу Лоуренсу, который в конечном итоге использовал несколько его песен в различных сценах телесериала.

## Дискография

### We were here(2006)
Его первый альбом «We were here», выпущенный в 2006 году выдержал много критики, но был тепло воспринят слушателями. В него вошли все песни, которые имелись на тот момент у Джошуа. Этот альбом получил 4 звезды по критериям журнала Rolling Stone. Хит из этого альбома занял 1 место на
ITunes.

### Simple Times(2008)
Этот альбом превзошёл своего предшественника. Но здесь уже понадобились побольше музыкантов, которые и помогали Радину. Это были барабанщик Victor Indrizzo, клавишник Jason Borger, басист Johnny Flaugher, гитарист Greg Leisz и перкуссионист Lenny Castro. Хитами Simple times стали песни «I’d Rather Be With You» и «Brand New Day».
Композиции из альбома очень быстро попали в многочисленные сериалы и фильмы.

### The Rock and The Tide (2010)
Третий студийный альбом Радина, «The Rock and The Tide» был выпущен 12 октября 2010 года Mom и Pop Records, его второй релиз с лейблом. Альбом стал пятым на диаграмме альбомов ITunes после его выпуска. «The Rock and The Tide» был спродюсирован Martin Terefe (Cat Stevens, Ron Sexmith).

### Underwater(2012)
31 июля 2012, Радин выпустил свой четвёртый студийный альбом, «Underwater». Альбом становится третьим релизом Радина с Mom и Pop Records.
Радин писал песни с Janet Devlin Осенью 2012 года для её дебютного альбома.

### Wax Wings(2013)
Пятый студийный альбом Радина «Wax Wings» был выпущен 7 мая 2013 года. «Wax Wings» состоит из 11 треков. Так же в альбом включена песня «Lovely Tonight», которая ранее была выпущена на iTunes в качестве сингла. Треки «In Her Eyes» и «Stay» были спродюсированы Matt Noveskey.

### Onwards and Sideways(2015)
Шестой студийный альбом Радина «Onwards and Sideways» был выпущен 6 января 2015 года. «Onwards and Sideways» состоит из 13 треков. В альбом включена песня «Beautiful Day» которая ранее была выпущена в альбоме «Wax Wings», но в этот раз спета в дуэте с Sheryl Crow.

### Синглы
1. 2005: «Closer»
2. 2006: «The Fear You Won’t Fall»
3. 2007: «Only You» (Имоджен Хип mix) (ITunes-Exklusiv) 2007
4. 2008: «I’d Rather Be With You»
5. 2011: «I Missed You»

## Туры
Хоть Радин и записывается часто в студиях, но больше всего он ценит живого зрителя. Поэтому, недолго думая, он выходит и на мелкие, закрытые концерты. После на сцены большего размера, чем частные дома.

## Композиции, задействованные на ТВ
- Анатомия страсти — Closer, The Fear You Won’t Fall, These Photographs, Sky, One Of Those Days
- American Idol — Everything’ll Be Alright, Closer, Friend Like You, One Of Those Days
- Касл — No Envy, No Fear
- Клиника — Don’t Look Away, These Photographs, Winter, Today, Closer, I’d Rather Be With You, Sesame Street Theme
- Доктор Хаус — Brand New Day
- Обмани меня — I’d Rather Be With You
- 90210 — The Fear You Won’t Fall, Vegetable Car
- Город хищниц — The greenest grass
- Элай Стоун — The One You Knew
- Адам — When You Find Me
- Кости — Another Beginning